# Afroneanias scheffleri
Afroneanias scheffleri är en insektsart som först beskrevs av Griffini 1908.  Afroneanias scheffleri ingår i släktet Afroneanias och familjen Gryllacrididae. Inga underarter finns listade i Catalogue of Life.